# 岐阜県道382号土岐南多治見インター線
岐阜県道382号土岐南多治見インター線（ぎふけんどう382ごう ときみなみたじみインターせん）とは、岐阜県土岐市内の一般県道である。

## 概要
この路線は、東海環状自動車道土岐南多治見インターチェンジへのアクセス道路であり、岐阜県や土岐市、瑞浪市、多治見市などが共同で進めてきた東濃研究学園都市構想の背骨の役割を果たす道路である。現在片側2車線の道路の整備が進んでいるが、一部が未開通である。
岐阜県土岐市土岐津町土岐口の神明交差点（国道19号など交点）が起点。起点より南下し、土岐プラズマ・リサーチパーク内を通過する。東海環状自動車道土岐南多治見インターチェンジと接続した後、岐阜県道392号肥田下石線に接続している。ここまでの約3kmが2005年（平成17年）2月に開通した部分である。終点はさらに800m先の土岐市下石町西山の岐阜県道66号多治見恵那線交点。

### 路線データ
- 起点：岐阜県土岐市土岐津町土岐口 神明交差点（国道19号、岐阜県道421号武並土岐多治見線交点）
- 終点：岐阜県土岐市下石町西山（岐阜県道66号多治見恵那線交点）
- 延長：3.8km（開通部分3km）

## 通過する自治体
- 岐阜県
  - 土岐市

## 主な接続道路
- 国道19号（土岐市 神明交差点）
- 岐阜県道421号武並土岐多治見線（土岐市 神明交差点）
- 東海環状自動車道土岐南多治見インターチェンジ（土岐市土岐津町土岐口）
- 岐阜県道392号肥田下石線（土岐市 下石町西山口交差点）
- 岐阜県道66号多治見恵那線（土岐市下石町）

## 周辺
- 土岐プレミアム・アウトレット
- 土岐プラズマ・リサーチパーク
- テラスゲート土岐
  - よりみち温泉
  - まちゆい
  - スーパーセンターオークワテラスゲート土岐店
- 岐阜県立土岐商業高等学校
- 土岐市立総合病院
- 核融合科学研究所